# Finale della Coppa delle Fiere 1958-1960
La finale della 2ª edizione della Coppa delle Fiere fu disputata in gara d'andata e ritorno tra Birmingham City e Barcellona.
Il 29 marzo 1960 al St Andrew's di Birmingham la partita, arbitrata dal belga Lucien van Nuffel, finì 0-0. La gara di ritorno si disputò dopo circa un mese al Camp Nou di Barcellona e fu arbitrata dallo stesso direttore di gara. Il match terminò 4-1 e ad aggiudicarsi il trofeo fu la squadra spagnola.

## Il cammino verso la finale
Il Barcellona esordì nel 1958 contro la rappresentativa di Basilea vincendo 2-1 in Svizzera e 5-2 in Spagna. Ai quarti di finale i Blaugrana eliminarono gli italiani dell'Inter con una doppia vittoria: 4-0 al Camp Nou e 4-2 a San Siro. In semifinale affrontò la rappresentativa di Belgrado pareggiando 1-1 in Jugoslavia e vincendo 3-1 a Barcellona.
Il Birmingham City iniziò il cammino europeo contro la rappresentativa di Colonia superando il turno con una vittoria complessiva per 4-2. Ai quarti di finale i Bluenoses incontrarono la rappresentativa di Zagabria, vincendo in casa 1-0 e pareggiando 3-3 in trasferta. In semifinale i belgi dell'Union Saint-Gilloise furono sconfitti sia all'andata che al ritorno col risultato di 4-2.

## Le partite
A Birmingham va in scena la finale d'andata tra i padroni di casa, che vogliono vendicarsi della sconfitta subita in semifinale nella scorsa edizione, e il Barcellona, campione in carica e con 19 gol all'attivo in sei gare. Complici la pioggia e le pessime condizioni del terreno di gioco, il Barcellona non riesce a manifestare la propria superiorità e il match si conclude sullo 0-0.
A Barcellona, dopo circa un mese, si ripresentano le due squadre nella gara di ritorno per sancire il vincitore della competizione. Stavolta il Barça parte subito forte e dopo soli sei minuti è già in vantaggio di due reti grazie a Eulogio Martínez e a Zoltán Czibor. A inizio ripresa l'attaccante ungherese firma la doppietta personale e a un quarto d'ora dal triplice fischio Coll chiude definitivamente i conti. Il gol della bandiera del Birmingham è siglato da Harry Hooper. Il Barcellona vince così il suo secondo titolo consecutivo.

## Tabellini

### Andata
| Birmingham 29 marzo 1960, ore 19:15 | Birmingham City   | 0 – 0 referto | Barcellona | St Andrew's (40 524 spett.)\| Arbitro: \| Lucien van Nuffel \| |
| Arbitro:                            | Lucien van Nuffel |               |            |                                                                |

|             |    |                  |  |
|             |    |                  |  |
| P           | 1  | Johnny Schofield |  |
| D           | 2  | Brian Farmer     |  |
| D           | 3  | George Allen     |  |
| C           | 4  | Johnny Watts     |  |
| C           | 5  | Trevor Smith     |  |
| C           | 6  | Dick Neal        |  |
| C           | 7  | Gordon Astall    |  |
| C           | 8  | Johnny Gordon    |  |
| A           | 9  | Don Weston       |  |
| A           | 10 | Bryan Orritt     |  |
| A           | 11 | Harry Hooper     |  |
| Allenatore: |    |                  |  |
| Pat Beasley |    |                  |  |

|                 |    |                  |  |
|                 |    |                  |  |
| P               | 1  | Antoni Ramallets |  |
| D               | 2  | Ferran Olivella  |  |
| D               | 3  | Sígfrid Gràcia   |  |
| D               | 4  | Joan Segarra     |  |
| D               | 5  | Rodri            |  |
| C               | 6  | Enric Gensana    |  |
| C               | 7  | Lluís Coll       |  |
| C               | 8  | Sándor Kocsis    |  |
| A               | 9  | Eulogio Martínez |  |
| A               | 10 | Enrique Ribelles |  |
| A               | 11 | Ramón Villaverde |  |
| Allenatore:     |    |                  |  |
| Helenio Herrera |    |                  |  |

### Ritorno
| Arbitro: | Lucien van Nuffel |

|                                     |           |            |
| Martínez 3’ Czibor 6’, 48’ Coll 78’ | Marcatori | 82’ Hooper |

|               |    |                  |  |
|               |    |                  |  |
| P             | 1  | Antoni Ramallets |  |
| D             | 2  | Ferran Olivella  |  |
| D             | 3  | Sígfrid Gràcia   |  |
| D             | 4  | Martí Vergés     |  |
| D             | 5  | Rodri            |  |
| C             | 6  | Joan Segarra     |  |
| C             | 7  | Lluís Coll       |  |
| C             | 8  | Enrique Ribelles |  |
| A             | 9  | Eulogio Martínez |  |
| A             | 10 | Ladislao Kubala  |  |
| A             | 11 | Zoltán Czibor    |  |
| Allenatore:   |    |                  |  |
| Enric Rabassa |    |                  |  |

|             |    |                  |  |
|             |    |                  |  |
| P           | 1  | Johnny Schofield |  |
| D           | 2  | Brian Farmer     |  |
| D           | 3  | George Allen     |  |
| C           | 4  | Johnny Watts     |  |
| C           | 5  | Trevor Smith     |  |
| C           | 6  | Dick Neal        |  |
| C           | 7  | Gordon Astall    |  |
| C           | 8  | Johnny Gordon    |  |
| A           | 9  | Don Weston       |  |
| A           | 10 | Peter Murphy     |  |
| A           | 11 | Harry Hooper     |  |
| Allenatore: |    |                  |  |
| Pat Beasley |    |                  |  |